# Wright-Martin Aircraft Company
Die Wright-Martin Aircraft Company war ein US-amerikanisches Unternehmen, das im September 1916 aus dem Zusammenschluss der Glenn L. Martin Aircraft Company, Simplex Automobile Company und der Wright Company entstand. Man beschäftigte sich mit der Herstellung von Flugzeugen und Flugzeugmotoren und erwarb eine Fertigungslizenz für Hispano-Suiza 8-Triebwerke.
Des Weiteren wurde die Loening M-8 in Lizenz gefertigt. Eigene Flugzeugentwürfe waren die Martin V aus dem Jahre 1916 und die erfolglose Wright-Martin R von 1917.
Bereits am 10. September 1917 löste Glenn Luther Martin sich wieder aus diesem Unternehmen heraus und gründete die Glenn L. Martin Company. Man fertigte weiter Flugzeuge und Flugtriebwerke. Nach dem Ende des Ersten Weltkrieges wurde das Unternehmen umstrukturiert und ging in der Wright Aeronautical auf.